# Nathaniel Pettes
Pour les articles homonymes, voir Pettes.
Nathaniel Pettes (21 avril 1816-20 octobre 1889) est un marchand et homme politique fédéral du Québec.

## Biographie
Né dans le Canton de Brome dans le Bas-Canada, M. Pettes devient commissaire scolaire et secrétaire-trésorier dans le conseil municipal de Brome. Il devint ensuite administrateur du Comté de Brome et directeur de la South Eastern Railway et du Canada Central Railway. Il meurt à Knowlton à l'âge de 73 ans.
Élu député du Parti libéral du Canada dans la circonscription fédérale de Brome en 1874, il ne se représente pas en 1878.
La Bibliothèque commémorative Pettes est la première bibliothèque publique au Québec et est bâtie en 1893 par la femme de Pettes.